# Mayrs honingeter
De Mayrs honingeter (Ptiloprora mayri) is een zangvogel uit de familie Meliphagidae (honingeters). Deze vogel is genoemd naar zijn ontdekker, de Duits-Amerikaanse bioloog Ernst Mayr.

## Verspreiding en leefgebied
Deze soort is endemisch in Nieuw-Guinea en telt twee ondersoorten:
- P. m. mayri: Cyclopsgebergte en Foja-gebergte (noordelijk Papoea).
- P. m. acrophila: Bewani-gebergte (noordwestelijk Papoea-Nieuw-Guinea).

## Status
De grootte van de populatie is niet gekwantificeerd maar de soort wordt omschreven als de meest voorkomende vogel op grotere hoogtes. Op de Rode lijst van de IUCN heeft deze soort de status niet bedreigd.